# Seznam hymen subjektů Ruské federace

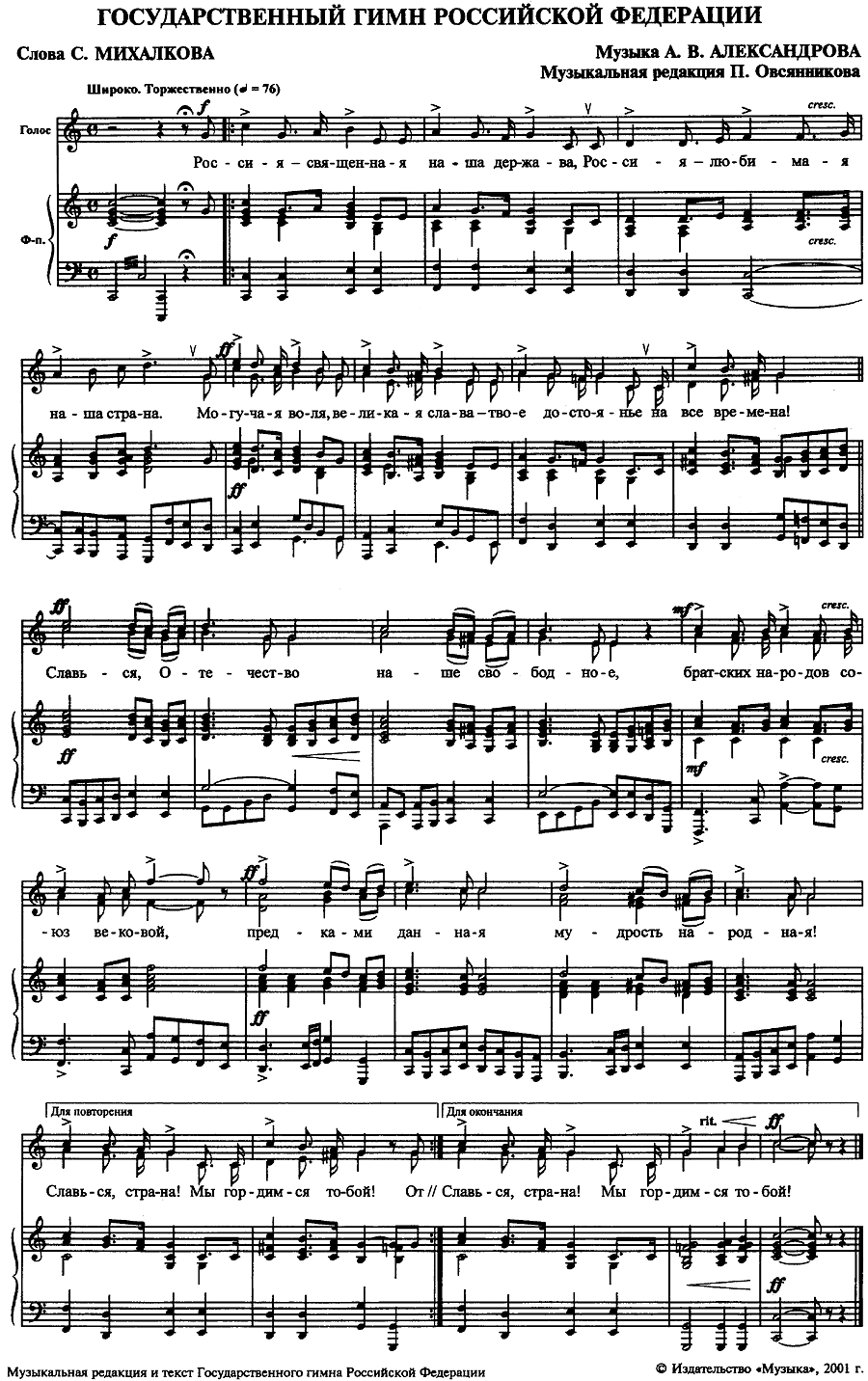
Hymna Ruské federace

Seznam hymen subjektů Ruské federace představuje přehled všech hymen 83 (po anexi Krymu 85) federálních subjektů Ruské federace – republik, krajů, oblastí, federálních měst, autonomních oblasti a okruhů.
Všechny subjekty mohou užívat kromě vlajky a znaku i vlastní hymnu.

## Panorama
Kategorie subjektů (po anexi Krymu):

## Republiky
Hymny republik Ruské federace:
| Umístění | Hymna                                             | Názvy v jazycích | Datum přijetí | Audio |
| -------- | ------------------------------------------------- | --- | --- | ----- |
|          | Adygejsko Adygejská hymna                         | Адыгэ Республикэм и Гимн | 25. března 1995 |       |
|          | Altaj Hymna Altajské republiky                    | Гимн Республики Алтай Алтай Республиканыҥ Гимны                                                                                 | 11. září 2001 |       |
|          | Baškortostán Hymna Baškortostánu                  | Башҡортостан Республикаһының дәүләт гимны Государственный гимн Республики Башкортостан                                          | 18. září 2008 |       |
|          | Burjatsko Hymna Burjatska                         | Буряад Уласай түрын дуулал Песня о родной земле                                                                                 | 20. dubna 1995 |       |
|          | Čečensko Čečenská hymna                           | Нохчийн Республикан шатлакхан илли Noxçiyn Respublikan şatlaqxan illi Píseň národní radosti                                     | 28. července 2010 |       |
|          | Čuvašsko Čuvašská hymna                           | Государственный гимн Чува́шской Респу́блики Тӑван Ҫӗршыв Таван Щершыв                                                             | 14. července 1997 |       |
|          | Dagestán Dagestánská hymna                        | Государственный гимн Республики Дагестан                                                                                        | 25. února 2016 |       |
|          | Chakasie Chakaská hymna                           | Государственный гимн Республики Хакасия                                                                                         | 11. února 2015 |       |
|          | Ingušsko Ingušská hymna                           | Гимн Республики Ингушетия | 27. srpna 1993 a 7. prosince 2010                                                                                                   |       |
|          | Kabardsko-Balkarsko Kabardsko-balkarská hymna     | Государственный гимн Кабардино-Балкарии Къэбэрдей-Балъкъэр Республикэ и Къэрал Орэдыр Къабарты-Малкъар Республиканы Гимни       | 1992 |       |
|          | Kalmycko Kalmycká hymna                           | Гимн Республики Калмыкия Хальмг Таңһчин частр                                                                                   | 30. října 1992 |       |
|          | Karačajsko-Čerkesko Karačajsko-čerkeská hymna     | Гимн Карачаево-Черкесии Къарачай-Черкес Республиканы Гимни Къэрэщей-Шэрджэс Республикэм и Къэрал Орэдыр Ишки йыр Карашай-Шеркеш | 9. dubna 1998 |       |
|          | Karélie Karelská hymna                            | Государственный гимн Республики Карелия                                                                                         | 6. dubna 1993 |       |
|          | Komi Komijská hymna                               | Государственный гимн Республики Коми Коми Республикаса кып                                                                      | 4. července 2006 |       |
|          | Krym Hymna Republiky Krym                         | Гимн Крыма | 26. února 1992 (melodie), 18. října 2000 (text) - Krymská republika na Ukrajině 5. června 2014 - Republiky Krym jako součásti Ruska |       |
|          | Marijsko Marijská hymna                           | Государственный гимн Республики Марий Эл                                                                                        | 9. června 1992 |       |
|          | Mordvinsko Mordvinská hymna                       | Шумбрат, Мордовия! | 30. března 1995 |       |
|          | Sacha (Jakutsko) Jakutská hymna                   | Гимн Республики Саха Саха Өрөспүүбүлүкэтин өрөгөйүн ырыата                                                                      | 15. července 2004 |       |
|          | Severní Osetie-Alanie Hymna Severní Osetie-Alanie | Гимн Республики Северная Осетия — Алания Республикӕ Цӕгат Ирыстон-Аланийы паддзахадон гимн                                      | 24. listopadu 1994 |       |
|          | Tatarstán Hymna Tatarstánu                        | Государственный гимн Республики Татарстан Татарстан Республикасының Дәүләт гимны                                                | 14. července 1993 |       |
|          | Tuva Tuvinská hymna                               | Гимн Тывы Мен — тыва мен Я — тувинец                                                                                            | 11. srpna 2011 |       |
|          | Udmurtsko Udmurtská hymna                         | Гимн Удмуртской Республики Удмурт Элькунлэн Кункрезез                                                                           | 4. listopadu 1993 a 31. října 2002                                                                                                  |       |

## Kraje
Hymny krajů Ruské federace:
| Umístění | Hymna                                        | Názvy v jazycích                                    | Datum přijetí      |
| -------- | -------------------------------------------- | --------------------------------------------------- | ------------------ |
|          | Altajský kraj Hymna Altajského kraje         |                                                     |                    |
|          | Chabarovský kraj Hymna Chabarovského kraje   |                                                     |                    |
|          | Kamčatský kraj Hymna Kamčatského kraje       | Гимн Камчатского края                               | 1. července 2010   |
|          | Krasnodarský kraj Hymna Krasnodarského kraje | Гимн Краснодарского края Ты Кубань, ты наша Родина! | 24. března 1995    |
|          | Krasnojarský kraj Hymna Krasnojarského kraje |                                                     |                    |
|          | Permský kraj Hymna Permského kraje           | Гимн Пермского края                                 | 30. listopadu 2017 |
|          | Přímořský kraj Hymna Přímořského kraje       |                                                     |                    |
|          | Stavropolský kraj Hymna Stavropolského kraje |                                                     |                    |
|          | Zabajkalský kraj Hymna Zabajkalského kraje   |                                                     |                    |

## Oblasti
Hymny oblastí Ruské federace:
| Umístění | Hymna                                                  | Názvy v jazycích                                   | Datum přijetí                | Audio |
| -------- | ------------------------------------------------------ | -------------------------------------------------- | ---------------------------- | ----- |
|          | Amurská oblast Hymna Amurské oblasti                   |                                                    |                              |       |
|          | Archangelská oblast Hymna Archangelské oblasti         | Гимн Архангельской области                         | 31. října 2007               |       |
|          | Astrachaňská oblast Hymna Astrachaňské oblasti         |                                                    |                              |       |
|          | Bělgorodská oblast Hymna Bělgorodské oblasti           |                                                    |                              |       |
|          | Brjanská oblast Hymna Brjanské oblasti                 |                                                    |                              |       |
|          | Čeljabinská oblast Hymna Čeljabinské oblasti           |                                                    |                              |       |
|          | Irkutská oblast Hymna Irkutské oblasti                 |                                                    |                              |       |
|          | Ivanovská oblast Hymna Ivanovské oblasti               |                                                    |                              |       |
|          | Jaroslavská oblast Hymna Jaroslavské oblasti           |                                                    |                              |       |
|          | Kaliningradská oblast Hymna Kaliningradské oblasti     |                                                    |                              |       |
|          | Kalužská oblast Hymna Kalužské oblasti                 |                                                    |                              |       |
|          | Kemerovská oblast Hymna Kemerovské oblasti             |                                                    |                              |       |
|          | Kirovská oblast Hymna Kirovské oblasti                 |                                                    |                              |       |
|          | Kostromská oblast Hymna Kostromské oblasti             |                                                    |                              |       |
|          | Kurganská oblast Hymna Kurganské oblasti               |                                                    |                              |       |
|          | Kurská oblast Hymna Kurské oblasti                     |                                                    |                              |       |
|          | Leningradská oblast Hymna Leningradské oblasti         |                                                    |                              |       |
|          | Lipecká oblast Hymna Lipecké oblasti                   |                                                    |                              |       |
|          | Magadanská oblast Hymna Magadanské oblasti             |                                                    |                              |       |
|          | Moskevská oblast Hymna Moskevské oblasti               |                                                    |                              |       |
|          | Murmanská oblast Hymna Murmanské oblasti               | Гимн Мурманской области Песня о Мурманской области | Hymna není oficiálně přijata |       |
|          | Nižněnovgorodská oblast Hymna Nižněnovgorodské oblasti |                                                    |                              |       |
|          | Novgorodská oblast Hymna Novgorodské oblasti           |                                                    |                              |       |
|          | Novosibirská oblast Hymna Novosibirské oblasti         |                                                    |                              |       |
|          | Omská oblast Hymna Omské oblasti                       |                                                    |                              |       |
|          | Orelská oblast Hymna Orelské oblasti                   |                                                    |                              |       |
|          | Orenburská oblast Hymna Orenburské oblasti             |                                                    |                              |       |
|          | Penzenská oblast Hymna Penzenské oblasti               |                                                    |                              |       |
|          | Pskovská oblast Hymna Pskovské oblasti                 |                                                    |                              |       |
|          | Rjazaňská oblast Hymna Rjazaňské oblasti               |                                                    |                              |       |
|          | Rostovská oblast Hymna Rostovské oblasti               | Всколыхнулся, взволновался православный Тихий Дон  | 1996                         |       |
|          | Sachalinská oblast Hymna Sachalinské oblasti           |                                                    |                              |       |
|          | Samarská oblast Hymna Samarské oblasti                 | Гимн Самарской области Песнь Сама́рской губе́рнии    | 28. prosince 2006            |       |
|          | Saratovská oblast Hymna Saratovské oblasti             |                                                    |                              |       |
|          | Smolenská oblast Hymna Smolenské oblasti               |                                                    |                              |       |
|          | Sverdlovská oblast Hymna Sverdlovské oblasti           |                                                    |                              |       |
|          | Tambovská oblast Hymna Tambovské oblasti               |                                                    |                              |       |
|          | Tomská oblast Hymna Tomské oblasti                     |                                                    |                              |       |
|          | Tulská oblast Hymna Tulské oblasti                     |                                                    |                              |       |
|          | Tverská oblast Hymna Tverské oblasti                   |                                                    |                              |       |
|          | Ťumeňská oblast Hymna Ťumeňské oblasti                 |                                                    |                              |       |
|          | Uljanovská oblast Hymna Uljanovské oblasti             |                                                    |                              |       |
|          | Vladimirská oblast Hymna Vladimirské oblasti           |                                                    |                              |       |
|          | Volgogradská oblast Hymna Volgogradské oblasti         |                                                    |                              |       |
|          | Vologdská oblast Hymna Vologdské oblasti               |                                                    |                              |       |
|          | Voroněžská oblast Hymna Voroněžské oblasti             |                                                    |                              |       |

## Federální města
Hymny federálních měst Ruské federace:
| Umístění | Hymna                        | Názvy v jazycích                         | Datum přijetí     |
| -------- | ---------------------------- | ---------------------------------------- | ----------------- |
|          | Moskva Hymna Moskvy          | Дорогая моя столица Моя Москва           | 14. července 1995 |
|          | Petrohrad Hymna Petrohradu   | Гимн Санкт-Петербурга                    | 13. května 2003   |
|          | Sevastopol Hymna Sevastopolu | Гимн Севастополя Легендарный Севастополь | 29. července 1994 |

## Autonomní oblast
Hymny autonomních oblastí Ruské federace:
| Umístění | Hymna                                                      | Názvy v jazycích | Datum přijetí |
| -------- | ---------------------------------------------------------- | ---------------- | ------------- |
|          | Židovská autonomní oblast Hymna Židovské autonomní oblasti |                  |               |

## Autonomní okruhy
Hymny autonomních okruhů Ruské federace:
| Umístění | Hymna                                                                                      | Názvy v jazycích                                 | Datum přijetí      | Poznámka                          |
| -------- | ------------------------------------------------------------------------------------------ | ------------------------------------------------ | ------------------ | --------------------------------- |
|          | Čukotský autonomní okruh Hymna Čukotského autonomního okruhu                               | Гимн Чукотского автономного округа               | 4. října 2000      | Samosprávný subjekt               |
|          | Chantymansijský autonomní okruh – Jugra Hymna Chantymansijského autonomního okruhu – Jugry | Гимн Ханты-Мансийского автономного округа — Югры | 24. listopadu 2004 | Spravováno z Ťumeňské oblasti     |
|          | Jamalo-něnecký autonomní okruh Hymna Jamalo-něneckého autonomního okruhu                   | Гимн Ямало-Ненецкого автономного округа          | 17. listopadu 2010 | Spravováno z Ťumeňské oblasti     |
|          | Něnecký autonomní okruh Hymna Něneckého autonomního okruhu                                 | Гимн Ненецкого автономного округа                | 23. dubna 2008     | Spravováno z Archangelské oblasti |